# Melkveld

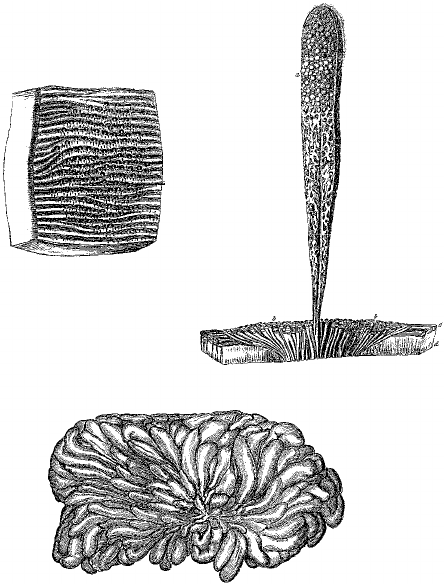
De groeven van het melkveld (links boven) van het vogelbekdier. Illustratie door Richard Owen uit 1832

Het melkveld is bij cloacadieren zoals het vogelbekdier een klein gebied van groeven onder de beharing. Een melkklier daaronder produceert melk. De melk loopt via buisjes in de huid naar buiten en verzamelt zich in groeven. Het jong kan daar de melk oplikken of opslurpen.
Bij andere zoogdieren is in de loop van de evolutie een melklijn ontstaan. Op de melklijn liggen vele melkklieren op twee rijen, voorzien van tepels. Bij sommigen van de zoogdieren heeft zich dit gereduceerd tot twee grote melkklieren, zoals bij de mens. Andere zoogdieren, vooral die veel jongen krijgen, hebben meerdere melkklieren en tepels waar de jongen uit kunnen drinken.